# Коваленков Олександр Олександрович

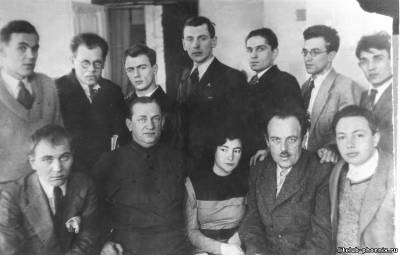
Фото учасників Першого всесоюзного з'їзду радянських письменників (1934). Олександр Коваленков стоїть третій праворуч, поруч з Сергієм Михалковим. У першому ряду зліва направо: Олександр Шевцов, Володимир Ставський, Маргарита Алігер, Олександр Безименський, Олександр Ісбах. У другому ряду: Сергій Васильєв, Григорій Бровман, Євген Долматовський,…, Ілля Френкель, Василь Сидоров.

Олекса́ндр Олекса́ндрович Ковале́нков (рос. Александр Александрович Коваленков; 15 березня 1911, Новгород — 8 листопада 1971, Москва) — російський радянський поет-пісняр та прозаїк.

## Біографічні дані
Олександр Коваленков народився в сім'ї інженера-радіоконструктора Олександра Коваленкова (1887—1943). 1918 року залишився без матері. Виховувався в материних родичів — у селі Перетенка Окуловського району.
1921 року батько забрав Олександра до Москви, де мешкав після жінчиної смерті. Там Олександр закінчив середню школу. Ще школярем пробував писати вірші, але вирішив здобути технічну освіту. Попрацювавши практикантом в одній із радіолабораторій Московського аеродрому, він змінив рішення й 1928 року вступив на сценарний факультет Московського інституту кінематографії. Закінчив цей виш у 1932-му. Як сценарист, виступив тільки в одному мультфільмі — «Гуси-лебеді» (1949).
Почав друкуватися 1928 року. Був учасником Першого всесоюзного з'їзду радянських письменників (1934).
24 червня 1941 року, з початком німецько-радянської війни. Олександра Коваленкова, як інтенданта третього рангу, призвано служити літератором газети 14-ї армії «Часовой Севера».
Коваленко також служив у газеті Карельського фронту «В бой за Родину», що видавалася в Бєломорську, багато разів виїжджав у Мурманському та Кандалакшському напрямках. 1942 року був поранений і лікувався в Чкалові (нині Оренбург).
Був репресований, відбував термін у таборах. Реабілітований. Член КПРС з 1961 року.
Викладав віршування в Літературному інституті імені Максима Горького та інших навчальних закладах.
Помер 1971 року і похований у Москві, на Новодівочому цвинтарі.

## Творчість
1928 року Коваленков опублікував свій перший вірш в журналі «Смена», першу збірку поезій «Зеленый берег» видав у 1935-му. Ці спроби зауважив і похвалив Максим Горький. Коваленков приятелював із Михайлом Свєтловим і Євгеном Петровим. Позитивну рецензію на «Зеленый берег» написав Осип Мандельштам.
Автор збірок віршів та прозових творів, головна тема яких — Заполяр'я. Цьому реґіону Коваленков присвятив фронтові збірки та багато післявоєнних. 1942 року Коваленков, лікуючись в госпіталі у Чкалові, писав вірші про місто й публікував їх в обласній газеті «Чкаловская Коммуна»: «Атака» (1942), «Город в степи», «Счастье», «Август», «Продолжение следует», разом із Миколою Клементьєвим — «Наглядный урок» (1944).
Олександр Коваленков написав тексти численних пісень, зокрема «Сядь со мною рядом», «Солнце скрылось за горою», «Когда душа поет», дитячої пісні «Почему медведь зимой спит». На його вірші писали музику композитори Рейнгольд Глієр, Євген Родигін, Модест Табачников, Ю. Силантьєв, Віссаріон Шебалін та інші.
Автор робіт із теорії поезії.

## Твори

### Поезія
- Зеленый берег. — 1935
- Перед боем. — Москва, 1939
- Ее Карелией зовут… — Беломорск, 1942
- Далеко на Севере. — Беломорск, 1943
- Северный бастион. — Беломорск, 1943
- На высокой волне. — Беломорск, 1943
- Походная тетрадь. — Беломорск, 1943
- Стежки-дорожки. — Москва, 1945
- Ясный день. — 1946
- Лирика. — 1954
- Союзница. Стихи. — Москва, 1960
- «Стихи». — 1960
- Избранные стихи. — Москва, 1964
- Собеседник. Книга стихов. — Москва, 1965
- Избранные стихи из 20 книг. — Москва, 1968
- Избранная лирика. — Москва: Молодая гвардия, 1971
- Песня 10‑й гвардейской дивизии // Песня в бою. Песни Карельского фронта. — Петрозаводск, 1974
- Сорок лет. — Москва: Советская Россия, 1975
- Избранные стихи. — 1987

### Проза
- Дело воображения. — 1962
- Выше любви. — 1964
- Сенсатор. — Москва: Советская Россия, 1967

### Літературознавство
- Практика современного стихосложения. — Москва, 1962
- Поэзия простых слов. — Москва, 1965
- Хорошие, разные… : литературные портреты. — Москва: Московский рабочий, 1966
- Простое и непростое: основы стихосложения. — Москва: Дет. литература, 1970

### Вибрані пісні на вірші Олександра Коваленкова
- Три пионерские песенки (1935)
- Летняя черноморская (1938)
- Дозорная кавалерийская (Степью-долиною) (1939)
- Храброе сердце (1939)
- Спортивная песенка из к/ф «Боксёры» (1941)
- Колыбельная (1944)
- Московский вальс (1946)
- Когда душа поёт (1947)
- Московская песня (1948)
- Песня друзей (1948)
- Негритянский марш свободы (1948)
- Солнце скрылось за горою (1948)
- Студенческая песня (1948)
- Зимний вальс (1949)
- Чтоб жизнь цвела (1950)
- Песня лыжника
- Высоко орел летает
- Песня о Ленине
- Почему медведь зимой спит
- Аленушка
- Слава труду из к/ф «Весенние голоса» (1955)
- Пісні до комедії Олександра Корнійчука «Крила» (1955)
- Нет на свете дальних стран (1957)

## Ушанування
- 1983 року в селі Перетенка Окуловського району Новгородської області, де минуло дитинство Олександра Коваленкова, відкрито меморіальну дошку, присвячену йому.